# Le Vernoy
Le Vernoy /levɛʁˈnwa/ è un comune francese di 157 abitanti situato nel dipartimento del Doubs nella regione della Borgogna-Franca Contea.

## Società

### Evoluzione demografica
Abitanti censiti